# Merrimac (Wisconsin)
Merrimac è un villaggio degli Stati Uniti d'America, situato in Wisconsin, nella contea di Sauk.